# Грудек (Томашівський повіт)
Грудек (пол. Gródek) — село в Польщі, у гміні Ярчів Томашівського повіту Люблінського воєводства. Населення — 200 осіб (2011).

## Історія
За даними етнографічної експедиції 1869—1870 років під керівництвом Павла Чубинського, у селі здебільшого проживали римо-католики, меншою мірою — греко-католики, які розмовляли польською мовою.
У 1975—1998 роках село належало до Замойського воєводства.

## Демографія
Демографічна структура станом на 31 березня 2011 року:
|          | Загалом | Допрацездатний вік | Працездатний вік | Постпрацездатний вік |
| -------- | ------- | ------------------ | ---------------- | -------------------- |
| Чоловіки | 98      | 19                 | 58               | 21                   |
| Жінки    | 102     | 15                 | 43               | 44                   |
| Разом    | 200     | 34                 | 101              | 65                   |